# NGC 923
NGC 923 è una galassia a spirale situata nella costellazione di Andromeda, a una distanza di circa 262 milioni di anni luce dalla nostra Via Lattea.

## Scoperta
La galassia è stata scoperta il 6 novembre 1874 dall'astronomo irlandese di origine danese John Dreyer, l'autore del New General Catalogue. Quattro anni più tardi, il 30 Ottobre 1878 è stata osservata dall'astronomo francese Édouard Stephan che ne fornì le coordinate esatte.

## Descrizione
NGC 923 ha una classe di luminosità II e presenta una larga riga a 21 cm dell'idrogeno neutro.